# Eschen
Eschen (Escha nel dialetto locale alemannico) è uno dei comuni del principato del Liechtenstein, quinto in ordine di popolazione.

## Geografia antropica
È amministrativamente compresa nel comune la località di Nendeln.

## Infrastrutture e trasporti
Il comune è servito dalla stazione di Nendeln sulla ferrovia Feldkirch-Buchs, a servizio dell'omonima località.

## Società

### Evoluzione demografica
Abitanti censiti